# See-Berufsgenossenschaft
Die See-Berufsgenossenschaft (kurz: See-BG) mit Sitz in Hamburg war bis zum 31. Dezember 2009 ein Teil der See-Sozialversicherung und primär Träger der gesetzlichen Unfallversicherung für die in der Seefahrt beschäftigten Arbeitnehmer. Am 1. Januar 2010 fusionierte sie mit der Berufsgenossenschaft für Fahrzeughaltungen zur Berufsgenossenschaft für Transport und Verkehrswirtschaft (BG Verkehr).

## Geschichte
Die See-BG hatte in der Hamburger Reimerstwiete ihren Hauptsitz und stand mehr als 100 Jahre für die Soziale Sicherheit in der Seefahrt. Als eine Berufsgenossenschaft für Seeleute verwendete sie ein kreisrundes Logo mit dem Kürzel „SBG“ ergänzt durch einen Anker und zwei gekreuzt aufgestellte schwarz-rot-goldene deutsche Flaggen.
1974 erfolgte unter dem Dach der See-Berufsgenossenschaft in Hamburg die Gründung der Seemannskasse vor dem Hintergrund der in den 1970er Jahren gesicherten Erkenntnis, dass Seefahrer durch das bekannte berufsbedingte gesundheitliche Risiko infolge körperlich schwerer Arbeit und hoher psychischer Belastung an Bord es einfach nicht schafften bis zur Regelaltersrente durchzuarbeiten.
Mit der Vereinigung der beiden deutschen Staaten ergaben sich 1990 vielfältige Auswirkungen auf die im Seehaus an der Hamburger Reimerstwiete zusammengefassten Träger der See-Sozialversicherung. Tonnage und Bedeutung der deutschen Handelsflotte waren gewachsen auf seinerzeit 2092 Seeschiffe mit 5,47 Mio. BRT, wovon 681 Schiffe mit 1,32 Mio. BRT auf Mecklenburg-Vorpommern entfallen waren, sowie 1845 Fischereifahrzeuge einschließlich 587 aus Mecklenburg-Vorpommern, die bei der See-BG versichert waren. Am 3. Oktober 1990 wurden die Schiffssicherheitsaufgaben in Mecklenburg-Vorpommern übernommen, so dass für den Küstenbereich des Beitrittsgebietes ein Technischer Aufsichtsdienst der See-BG mit Zentrale in Rostock und weiteren Technischen Aufsichtsbeamten in Wismar, Saßnitz und Wolgast entstand. Für die medizinischen Untersuchungen zur Seediensttauglichkeit nahm der Seeärztliche Dienst zum 1. Januar 1991 mit einer eigenen Untersuchungsstelle in Rostock und mit weiteren ermächtigten Ärzten in Mecklenburg-Vorpommern seine Arbeit auf. Im früheren Küsten-Bezirk Rostock nahm mit dem 1. Januar 1991 auch die See-Krankenkasse wie in allen neuen Bundesländern ihre Tätigkeit auf ebenso wie die See-BG als Unfallversicherungsträger in den neuen Bundesländern zuständig wurde und ab 1. Januar 1992 übernahm die Seekasse als Rentenversicherungsträger uneingeschränkt im Beitrittsgebiet ihre Aufgaben.
1990 war das erste Jahr seit bestehen der See-Berufsgenossenschaft, in dem kein Schiff unter deutscher Flagge durch Untergang verloren ging. Mit Statistiken des für die Hafenstaatkontrolle zuständigen Rechenzentrums in St. Malo (Frankreich) wurde von der See-BG eine verbesserte Effektivität der Hafenstaatkontrollen dokumentiert: Von insgesamt 1433 kontrollierten Schiffen wiesen demnach 776 Schiffe (54,15 %) erhebliche Mängel auf. Aus der Anzahl der mehr als 20 kontrollierten Schiffe pro Flaggenstaat mit erheblichen Mängeln ergab sich demnach für Antigua und Barbuda der traurige Spitzenplatz, gefolgt von 2. Zypern, 3. Panama, 4. Griechenland, 5. Norwegen, 6. Bahamas, 7. Niederlande, 8. Liberia, 9. Polen, 10. Schweden und 11. übrige. Von 22 Staaten wiesen 45 kontrollierte Schiffe 45 erhebliche Mängel auf, und von weiteren 10 Staaten wurden 83 Prozent der kontrollierten Schiffe mit erheblichen Mängeln angetroffen. Die erfolgreiche Unfallverhütungsarbeit der See-BG zeigte sich 1990 in einer rückläufigen Anzahl der Arbeitsunfälle.
Die See-BG informierte in ihren Kundenzentren über besondere gesetzliche Bestimmungen für seefahrtsspezifische Versicherungsträger und über die grundsätzlich bestehenden Möglichkeiten der bei ihr versicherten Seeleute insbesondere bei einem anstehenden Wechsel von einem Schiff bisher „unter deutscher Flagge“ ggf. auf ein Schiff oftmals auch „unter ausländischer Flagge“: Auch im Fall einer sogenannten „Ausflaggung“ bestanden demnach verschiedene Möglichkeiten, im Bedarfsfall ein Mitglied der See-Krankenkasse  sowie auch der Seekasse weiterhin zu bleiben und ggf. auch freiwillige Rentenversicherungsbeiträge zu entrichten, die für das Beitragsjahr 1996 bei einem „Monatlichen Mindestbeitrag (Ost)“ i.H.v. 96,00 DM bzw. bei einem „Monatlichen Mindestbeitrag (Ost)“  i.H.v. 113,28 DM lagen, wobei der mögliche „monatliche Höchstbetrag“ 1996 mit 1.536,00 DM dokumentiert wurde, so dass durch die freiwillige Zahlung insbesondere die Anspruchsvoraussetzung für eine Rente wegen verminderter Erwerbsfähigkeit aufrechterhalten werden konnte.
Mit der  deutschen Wiedervereinigung 1990 wurden die vormals im historischen deutschen Staat DDR dort unter dem Dach des „MDV der DDR“ durchgeführten Aufgaben der Maritimen Medizin inkl. aller Untersuchungen zur Seediensttauglichkeit ab 1990 unter dem Dach der See-BG neu organisiert und die heutige arbeitsmedizinische Betreuung der Seefahrer ab 2010 von der heutigen BG Verkehr fortgeführt.

## Seefahrtsunternehmen
Insbesondere folgende Institutionen der Seeschifffahrt tragen die BG Verkehr:
- Fracht- und Passagierschiffe unter deutscher Flagge
- Fischereifahrzeuge der Großen Hochseefischerei/Kleinen Hochsee- und Küstenfischerei unter deutscher Flagge
- Bergung und Taucherei
- Reederverbände
- Schiffsmakler und ihre Verbände
- Landbetriebe der Reedereien
- Lotsenbrüderschaften und Lotsenbetriebsvereine
- Unternehmen zur Berufsausbildung in der Seefahrt
- Verein der Kanalsteuerer
- selbständige Gewerbetreibende, wie z. B. Kantinenpächter, Friseure und Buchhändler, die an Bord deutscher Schiffe Arbeitnehmer beschäftigen

## Dienststelle Schiffssicherheit
Die BG Verkehr ist nicht nur Träger der Unfallversicherung, sondern übernimmt mit ihrer Dienststelle Schiffssicherheit staatliche Aufgaben im Bereich der Schiffssicherheit, des Meeresumweltschutzes, des Seearbeitsrechts und der maritimen Medizin. Die Dienststelle Schiffssicherheit hat ihren Sitz in Hamburg und ist zum 1. Januar 2010 aus der früheren Schiffssicherheitsabteilung der See-Berufsgenossenschaft hervorgegangen. Eines der dort behandelten Themen ist das Problem der Seafarer Fatigue.
Seit 1982 wird im Rahmen der von 14 westeuropäischen Küstenstaaten beschlossenen Hafenstaatkontrolle („Paris MoU on PSC“) ein Teil der Schiffe vor allem mit gefährlicher Ladung unter Billigflaggen in westeuropäischen Häfen kontrolliert und beanstandete Schiffe können –auch in Deutschland von der See-BG- so lange in den Häfen festgehalten werden, bis alle Mängel, die eine Gefahr für Sicherheit, Gesundheit oder Umwelt darstellen, behoben sind. Von 1600 in den deutschen Häfen im Jahr 1991 kontrollierten Schiffen wiesen nahezu die Hälfte Mängel auf.
Bei 1994 durchgeführten Stichproben der See-Berufsgenossenschaft auf Schiffen unter fremder Flagge in deutschen Häfen wies etwa die Hälfte erhebliche Mängel auf und 6,4 Prozent der Schiffe wurden mit einem Auslaufverbot belegt, weil sie nicht seetüchtig waren. Dies betraf vor allem Massengutschiffe und Mineralöl-Tanker. Eine Vernachlässigung der Wartung von Schiffen deutscher Reeder konnte zu dem Zeitpunkt nicht festgestellt werden.

## Belege
1. ↑  „120 Jahre See-Berufsgenossenschaft“; Herausgeber: See-Berufsgenossenschaft; Verlag: Schiffahrts-Verlag Hansa, Hamburg 2007; 27 Seiten - bibliografischer Nachweis unter DNB 994517297 .
2. ↑  Logo mit Kürzel „SBG“ als Symbol für mehr als 100 Jahre Soziale Sicherheit auf See. In: „See sozial – das Magazin der See-Sozialversicherung“; Herausgeber lt. Impressum: See-Berufsgenossenschaft und Seekasse; Verlag: See-Berufsgenossenschaft und See-Krankenkasse, Hamburg 1996–2007; bibliografischer Nachweis unter  DNB 976771136  ; Ausgabe 01 / 1996, Seite 1.
3. ↑  1974 Gründung der Seemannskasse unter dem Dach der See-Berufsgenossenschaft. In: Ver.di Publik – Fachbeilage (für Seeleute und Hafenarbeiter) Waterfront : euer maritimes Ver.di-Magazin ; Ausgabe 02 / 2024, Seite 5 Schifffahrt , Peter Geitmann: Beitrag “Solide Sache – 50 Jahre Seemannskasse – ein Anlass mal drauf zu schauen, wie es um diese bestellt ist” (2024); bibliografischer Nachweis unter DNB 1130663922  sowie der Ausgabe 02 / 2024 unter DNB 1350886823 .
4. ↑  Verwaltungsbericht der See-Berufsgenossenschaft 1990 – Keine Totalverluste unter deutscher Flagge – Sicherheit auf See 1990. In: DAG Schiffahrt, Zeitschrift für Seeleute – Zeitschrift der Deutschen Angestellten-Gewerkschaft, 45.Jahrgang, Ausgabe Nr. 1, 1. Februar 1992, Deutsche Angestellten-Gewerkschaft, Bundesberufsgruppe Schiffahrt (Hrsg.), Hamburg 1992, Seite 6, DNB 014530600.
5. ↑  Verwaltungsbericht der See-Berufsgenossenschaft 1990 – Keine Totalverluste unter deutscher Flagge – Sicherheit auf See 1990. In: DAG Schiffahrt, Zeitschrift für Seeleute – Zeitschrift der Deutschen Angestellten-Gewerkschaft, 45.Jahrgang, Ausgabe Nr. 1, 1. Februar 1992, Deutsche Angestellten-Gewerkschaft, Bundesberufsgruppe Schiffahrt (Hrsg.), Hamburg 1992, Seite 7, DNB 014530600.
6. ↑  SBG-Info's zum Versicherungsschutz für Seeleute in der See-BG auf Schiffen unter deutscher Flagge und auf „ausländischen Schiffen“ und zu Beitragshöhen in 1996. In: „See sozial – das Magazin der See-Sozialversicherung“; Herausgeber lt. Impressum: See-Berufsgenossenschaft und Seekasse; Verlag: See-Berufsgenossenschaft und See-Krankenkasse, Hamburg 1996–2007; bibliografischer Nachweis unter DNB 976771136; Ausgabe 01/1996, Seite 13 – SBG-Info zu „See-Krankenkasse“ und „Rentenversicherung“.
7. ↑  Alfred Köpcke zur Kontrolle von Schiffen unter fremder Flagge 1991 in deutschen Häfen im Beitrag: „Ein Schrecken der Meere, aber das Ausflaggen geht immer weiter – Mit dem Alkoholverbot kam die Billigflagge (2 und Schluß).“ In: Norddeutsche Neueste Nachrichten, Ausgabe vom 3. März 1993
8. ↑  Deutsche Presse-Agentur - dpa Hamburg zur Kontrolle von Schiffen unter fremder Flagge 1994 in deutschen Häfen im Beitrag: „Ein ‚Seelenverkäufer‘ muß nicht sehr alt sein – Versicherer schlagen Alarm: Auch neue Schiffe sind nicht mehr sicher.“ In: Norddeutsche Neueste Nachrichten, Ausgabe vom 8. August 1996
9. ↑  Publikation “Fatigue: die Übermüdung als Sicherheitsrisiko an Bord …” (1999) von Siegfried Ehlbeck und Christa Hempel-Küter im Katalog des Gemeinsamen Bibliotheksverbundes